# Money Mouf
Money Mouf è un singolo dei rapper statunitensi Tyga, Saweetie e YG, pubblicato il 18 settembre 2020.

## Descrizione
Il singolo campiona Salt Shaker degli Ying Yang Twins in collaborazione con Lil Jon e i The East Side Boyz, brano del 2003.

## Tracce
Testi e musiche di Michael Stevenson, Diamonté Harper, Keenon Jackson, Joshua Parker, John McGee.
1. Money Mouf – 3:32